# 辛烯基琥珀酸淀粉钠
澱粉辛烯基琥珀酸鈉，固體粉末，溶解性一般，在食品添加劑的E編號體系中編號為E1450，屬於一種改性澱粉。這些物質在腸道內並不會完整被吸收，但會被腸道酵素大幅水解，接著被腸道微生物進行發酵。{{各地中文名
```
| 中國 = 辛烯基琥珀酸淀粉钠
| 臺灣 = -{辛烯基丁二酸鈉澱粉
```

}-
```
| 香港 = 
```

}}